# Мадей, Анджей
А́нджей Ма́дей (пол. Andrzej Madej; род. 6 октября 1951 года, Казимеж-Дольны, Польша) — католический священник, миссионер, член монашеской конгрегации Миссионеров Облатов Марии Непорочной, ординарий миссии sui iuris в Туркмении.

## Биография
Родился 6 октября 1951 года в городе Казимеж-Дольны, Польша. Окончив среднюю школу, поступил в монастырь монашеской конгрегации облатов. После окончания Духовной семинарии в селении Обра был рукоположён 19 июня 1977 года в священника. Служил в Польше, потом отправился на католическую миссию в Туркмению.
29 сентября 1997 года Римский папа Иоанн Павел II учредил миссию sui iuris в Туркмении и Анджей Мадей был назначен ординарием этой католической церковной структуры.

## Награды
- Юбилейная медаль «Независимый, Постоянно Нейтральный Туркменистан» (4 декабря 2015 года)[1].
- Юбилейная медаль «25 лет Нейтралитета Туркменистана» (2020, Туркменистан)
- Памятный серебряный знак Туркменистана «Magtymguly Pyragynyň 300 ýyllygyna» (10 декабря 2024 года, Туркменистан) — за особые заслуги в возрождении культурного наследия и исконных духовных ценностей туркменского народа, изучении, бережном сохранении, популяризации и донесении потомкам творческого наследия поэта-классика туркменской литературы, великого мыслителя Махтумкули Фраги, в наращивании культурных связей независимого нейтрального Туркменистана с государствами планеты и международными организациями, в сближении и обогащении культур, укреплении уз дружбы и сотрудничества между народами в эру Возрождения новой эпохи могущественного государства, а также по случаю 300-летия туркменского поэта-классика Махтумкули Фраги[2]